# Bisbenzylisochinolin-Alkaloide

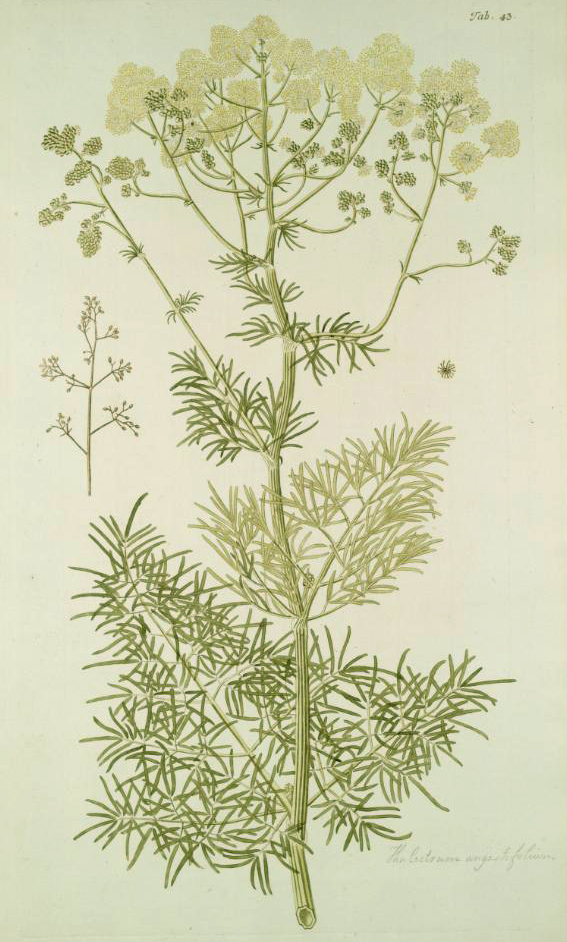
Glänzende Wiesenraute (Thalictrum lucidum)

Bisbenzylisochinolin-Alkaloide sind Naturstoffe, die vor allem in den Pflanzenfamilien der Berberitzengewächsen, der Mondsamengewächsen, der  Monimiengewächse und der Hahnenfußgewächse vorkommen.

## Vorkommen
Mehr als 225 verschiedene Bisbenzylisochinolin-Alkaloide sind bekannt und bereits isoliert worden.

## Vertreter
Die Bisbenzylisochinolin-Alkaloide gelten als die größte Gruppe innerhalb der Isochinolin-Alkaloide. Der bekannteste Vertreter dieser Gruppe ist das Tubocurarinchlorid. Weitere Vertreter sind u. a. Dauricin, Oxyacanthin, Tetrandrin und Tiliacorin.

Dauricin
Oxyacanthin
Tiliacorin
Tubocurarin

## Struktur
Die Bisbenzylisochinolin-Alkaloide zeichnen sich durch ihre Struktur aus. In der Regel sind zwei Benzyl-tetrahydrochinolin-Einheiten über Ethergruppen, oft aber auch über C–C-Bindungen miteinander verknüpft. Häufig sind zwei oder mehrere Ether-Brücken zu finden. Mit der Bezeichnung Kopf für die 1,2,3,4-Tetrahydroisochinolin-Einheit und Schwanz für den 1-Benzyl-Rest kann man die Alkaloide in drei Gruppen unterteilen:
- Kopf-Kopf-
- Schwanz-Schwanz-
- Kopf-Schwanz-verknüpfte Bisbenzylisochinolin-Alkaloide.[3]

Der einfachste Vertreter mit einer Schwanz-Schwanz-Verknüpfung ist Dauricin. Oxyacanthin und Tetrandrin enthalten sowohl eine Kopf-Kopf- als auch eine Schwanz-Schwanz-Verbindung. Tiliacorin enthält eine Schwanz-Schwanz-Verknüpfung und zwei zu einer Dibenzodioxin-Einheit verknüpfenden Kopf-Kopf-Verbindung. Tubocurarinchlorid ist durch zwei Kopf-Schwanz-Verknüpfungen der Tetrahydroisochinolin-Einheiten charakterisiert. In den Folgenden Strukturformeln werden die Schwanz-Verknüpfungen rot und die Kopf-Verknüpfungen blau markiert:

Dauricin
Oxyacanthin
Tiliacorin
Tubocurarin

## Verwendung
Die Alkaloide der Bisbenzylisochinolin-Gruppe sind allgemein giftig und wirken curarisierend. Oxyacanthin ist ein sympatholytisches Agens, ein Adrenalin-Antagonist und ein Vasodilator. Tubocurarin ist als kräftiges curarisierendes Gift das älteste bekannte Muskelrelaxans. Es wird von den südamerikanischen Indianern als Pfeilgift verwendet (siehe Curare).
Tetrandin ist ein analgetisch und antipyretisch wirkender Inhaltsstoff der chinesischen Droge han-fang-shi.